# Konditionsfrämjandet
Konditionsfrämjandet (Kf)  r.f. var ett svenskspråkigt specialidrottsförbund som bedrev motionsidrott i Finland. Förbundet hade sitt säte i Helsingfors. 

## Målsättning
Förbundet ville genom att propagera för en sund livsstil hjälpa människor i Finlands svenskbygder till att må bra. Den riktade sig till alla åldrar, från barn till vuxna. Konditionsfrämjandet var anslutet till den samlade finlandssvenska idrottsrörelsens paraplyorganisation, Finlands Svenska Idrott  och därtill medlem av Svenska Studieförbundet (= en organisation i Finland). Förbundets händelsekalender var året runt tämligen fylld av olika evenemang. West Coast Race, en stafett genom svenskbygderna i Österbotten är exempel på större evenemang som Konditionsfrämjandet arrangerade.

## Verksamheter
Förbundet bedrev följande fem aktiviteter:
- Vandring/Stavgång (Tusentraskarna)
- Skidåkning (500-klubben)
- Cykling (Tusantramparna)
- Simning (Tusanplaskarna)
- Skogsmulle

## Medlemsföreningar
Förbundet hade fem medlemsföreningar i hela Svenskfinland och ett okänt antal medlemmar. Dessa föreningar är fortfarande aktiva. 
- Konditionsfrämjandet i Österbotten
- Konditionsfrämjandet i Östnyland
- Konditionsfrämjandet i Västra Nyland
- Konditionsfrämjandet i Åboland
- Ålands Motionsförbund

## Historik
Fröet till motionsidrotten/frisksporten i Finland såddes i mitten 1960-talet av Finlands dåvarande president Urho Kekkonen. Han ville satsa pengar på så kallad breddidrott. 
Det svenskspråkiga förbundet Konditionsfrämjandet bildades den 15 juni 1965 av den samlade finlandssvenska idrottsrörelsens huvudorganisation, Finlands Svenska Idrott. 1979 introducerades skogsmulleverksamheten . Vid början av 2008 omvandlades distrikten till egna registrerade föreningar. Konditionsfrämjandets verksamhet avvecklades den 19 september 2011. Stora delar av verksamheten har övergått till centralorganisationen Finlands Svenska Idrott, som alltså bedriver stora delar av verksamheten vidare i egen regi.    